# 叔禽 (郑国)
叔禽（？—前581年），春秋时期郑国大夫，鄭文公的孙子，鄭成公的堂叔。
前582年，郑成公被晋国扣留，叔禽的哥哥叔申谋划另立新君，以使郑成公被扣失去价值，他能够早些放归。前581年，郑国先后拥立郑成公的兄弟公子繻、儿子髡顽为君。郑成公回国后讨伐立国君的人，六月初八日，杀了叔申、叔禽。《左传》评价说：“谋划尽忠是美德，所参与的人不合时宜尚且不可以成功，何况谋划本身又不符合美德呢？”